# أوروبندولا
أوروبندولا (الاسم العلمي: Psarocolius) هي من طيور العالم الجديد، كانت في السابق تتألف من اثنين أو ثلاثة أجناس من الطيور الجاثمة في أمريكا الجنوبية والوسطى من فصيلة الصفراويات.
جميع طيور الأوروبندولا كبيرة القد ذات مناقير مدببة، ذات ذيول طويلة صفراء زاهية. الذكور عادًة تكون أكبر من الإناث.